# Callichroma seiunctum
Callichroma seiunctum é uma espécie de coleóptero da tribo Callichromatini (Cerambycinae); com distribuição restrita ao Peru.